# Ћ (двадцать третья буква сербского алфавита)

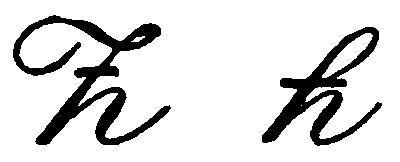
Рукописная буква Ћ

Ћ, ћ (чье) — буква расширенной кириллицы, 23-я буква сербского алфавита (сербское название че произносится мягко, в отличие от твёрдого названия чэ буквы Ч).

## Описание
Из старославянских азбук существует только в глаголице: Ⰼ является 12-й буквой в алфавите, имеет числовое значение 30 и называется «дервь» (нынче иногда пишут и «гервь»: ст.-сл. дервъ, ћьрвь) либо «И тридцатеричное». Что обозначает название «гервь», доподлинно неизвестно: версии, толкующие это слово как производное от «грива», недостаточно убедительны, так что обычно его считают просто видоизменением названия «червь» буквы Ч. В старославянском языке Ћ использовалось для обозначения мягкого звука ([г'], переходящее в [й]) в заимствованиях из греческого: анћелъ, ићемонъ, ћеенна, ћеорћии, ћолъћота; в кириллице же вместо дерви писали обычное Г, иногда со знаком мягкости (круглой шапочкой над буквой или между ней и следующей).
Кириллический знак Ћ возник в XII веке и, как считалось вплоть до XXI века, использовался исключительно в сербской письменности, однако А. А. Гиппиус и С. В. Михеев обнаружили его в глаголической азбуке того же века на развалинах Церкви Благовещения на Рюриковом городище. На Балканах буква, первоначально обозначая мягкие звонкие звуки между [г'], [д'] и аффрикатой [дж'], позже распространилась на мягкие глухие [т'] и [ч']; в босанчице использовалась также для звука [й] и в роли знака мягкости (по романской модели: перед смягчаемой буквой), будучи в этих последних ролях взаимозаменима с буквой ять; наконец, автор благовещенской глаголической азбуки перепутал её с буквой зело, что объясняется особенностями фонологии древненовгородского диалекта: на тех местах, где по старославянской орфографии писалось ⟨ѕ⟩/⟨Ⰷ⟩ (ст.-слав. ноѕѣ, помоѕи) или ⟨ћ⟩/⟨ⰼ⟩ (ст.-слав. анћелъ, ћеона/ћеенна), в диалекте одинаково читалось [г'] (др.-рус. ногѣ, помоги, ангелъ, геона; ср. совр. русск.: ноге, помоги, ангел, геенна).
Начертание кириллической буквы Ћ было сперва симметричным (Ꙉ, в виде крестика или вертикальной черты над П-образным или Λ-образным постаментом), позже приблизилось к начертанию ятя (Ѣ), отличаясь от него только разомкнутым основанием.
В старом гражданском шрифте сербского образца начертание строчной ћ повторяло пропорции буквы ѣ, но заглавная буква Ћ изменилась: её верхняя часть стала Т-образной, а не крестообразной. Вследствие реформ сербского языка и письменности, устроенных Вуком Караджичем, звуковое значение звонкой аффрикаты [дж'] было передано специально созданной букве Ђ, так что в современном сербском буква Ћ обозначает только глухой альвеольно-палатальный звук [ʨ], что схоже с русским произношением Ч.
В сербских шрифтах XIX — начала XX века изображение и строчной буквы ћ отошло от ѣ-образных пропорций, приблизившись к латинскому h: сперва горизонтальная перечёркивающая черта стала просто прямой линией, без засечек по краям; позже она поднялась над строкой (исходно перечёркивание проводилось на уровне горизонтальной линии букв вроде т, п или г), а нижняя арка поднялась до того положения, которое она занимает в латинской h. В курсивных шрифтах того же периода верхняя часть буквы ћ часто напоминает верх латинского f со свисающей вправо «капелькой» (чего в изображении ятя также почти никогда не бывало). У заглавной же Ћ стала более разнообразной верхняя часть, так что в нынешних шрифтах возможна не только Т-образная её форма, но и несимметричная Г-образная, равно как и все промежуточные варианты.
В HTML прописную букву можно записать как &#1035; или &#x40B;, а строчную — как &#1115; или &#x45B;.

## Разное
Видоизменённая буква Ћ использовалась в первой печатной книге на албанском языке «Мешари».